# Yota Tsuji
Yota Tsuji (辻 陽太, Tsuji Yōta) (né le 8 septembre 1993 à Yokohama, Japon) est un catcheur (lutteur professionnel) japonais, qui travaille pour la New Japan Pro Wrestling. Il est l'actuel champion global poids lourds IWGP.

## Carrière de catcheur

### Revolution Pro Wrestling (2021–2023)
Lors de Unfinished Business, lui et Shota Umino perdent contre Aussie Open (Kyle Fletcher et Mark Davis).
Lors de RevPro Live In London 66, il perd contre Minoru Suzuki.

### Consejo Mundial de Lucha Libre (2022–2023)
Le 14 mai 2023, il perd contre Gran Guerrero et ne remporte pas le CMLL World Heavyweight Championship.

### Retour à la New Japan Pro Wrestling (2023–...)
Lors de Wrestling Dontaku 2023 il effectue son retour à la New Japan Pro Wrestling en faisant une apparition surprise après que Sanada est conserver le IWGP World Heavyweight Championship contre Hiromu Takahashi, attaquant tous les membres de Just 5 Guys, y compris Sanada qu'il défie donc pour son titre mondial. Le 3 juin 2023, il devient le nouveau membre des Los Ingobernables de Japón. Lors de Dominion 6.4 In Osaka-Jo Hall, il perd contre Sanada et ne remporte pas le IWGP World Heavyweight Championship,.
Son ascension rapide dans les rangs de la NJPW conduit la promotion à annoncer la formation des Reiwa Three Musketeers, le 30 juin, composée de Tsuji, Ren Narita et Shota Umino, la distinction remontant à 1988, lorsque Masahiro Chōno, Shinya Hashimoto et Keiji Mutō ont été nommés les Trois Mousquetaires originaux lors d'une excursion ensemble à Porto Rico et plus tard en 2004 à Hiroshi Tanahashi, Shinsuke Nakamura et Katsuyori Shibata en tant que New Three Musketeers, chacun devenant des figures indélébiles de l'histoire de NJPW. Cependant, Umino et Tsuji n'ont pas été amusé par l'annonce, la jugeant irrespectueuse envers les Trois Mousquetaires originaux. Affirmant que le président de la NJPW, Takami Obari s'accrochait à son passé.
Le 13 août, lui, Bushi, Hiromu Takahashi et Shingo Takagi battent The United Empire (Great O-Khan, HENARE, Jeff Cobb et Will Ospreay) avec Tsuji rivant les épaules de Ospreay, le Champion Poids Lourds Du Royaume-Uni IWGP pour remporter la victoire. Lors de Destruction In Kobe 2023, il perd contre Will Ospreay et ne remporte pas le IWGP United Kingdom Heavyweight Championship.
Lors de Wrestle Kingdom 18, il perd contre Yuya Uemura.
Lors de Wrestle Kingdom 19 le 4 janvier 2025, il remporte le championnat global poids lourds IWGP en battant David Finlay.

## Palmarès

### Championnats
- New Japan Pro-Wrestling
  - 1 fois champion global poids lourds IWGP (actuel)
  - 1 fois champion NEVER par trio avec Bushi et Hiromu Takahashi
  - 1 fois vainqueur de la New Japan Cup (2024)

### Récompenses des magazines
- Pro Wrestling Illustrated

| Année | 2023 | 2024 |
| ----- | ---- | ---- |
| Rang  | 159  | 71   |

- Wrestling Observer Newsletter

| # | Résultat | Adversaire   | Évènement                | Date              | Durée | Lieu                    | Notes                                                                  |
| - | -------- | ------------ | ------------------------ | ----------------- | ----- | ----------------------- | ---------------------------------------------------------------------- |
| 1 | Défaite  | Will Ospreay | Destruction In Kobe 2023 | 24 septembre 2023 | 27:51 | World Hall, Kobe, Hyogo | Le IWGP United States Heavyweight Championship d'Ospreay était en jeu. |